# Holly Earl

Holly Earl 2021

Holly Earl (* 31. August 1992 in London) ist eine britische Schauspielerin. Sie ist bekannt aus dem
Videospiel Erica und spielte eine Nebenrolle in der Serie Humans.

## Leben
Earl begann ihre Karriere bereits im Alter von vier Jahren in der britischen Dramaserie Touching Evil. Ihre erste Rolle in einem Kinofilm spielte sie in dem Filmdrama Besessen (LaBute) (2002) von Neil LaBute. In den Serien Doctor Who, Skins – Hautnah und Cuckoo stand sie ebenfalls auf der Besetzungsliste.
Für ihre Rolle in dem Theaterstück The Father von 2012 im Belgrade Theatre wurde sie für den Ian Charleson Award nominiert.
Earls ältere Schwester Elizabeth „Lizzie“ Earl arbeitet als PR-Agentin.

## Filmografie (Auswahl)
- 1997–1998: Touching Evil (Fernsehserie, 7 Folgen)
- 1999: Red Dwarf (Fernsehserie, Folge Pete: Part 1)
- 1999: Inspektor Wexford ermittelt (Ruth Rendell Mysteries, Fernsehserie, Folge The Lake of Darkness: Part 1+2)
- 1999: The Greatest Store in the World
- 2002: Besessen (LaBute) (Possession)
- 2004: Verrat in Venedig (Secret Passage)

- 2010: Into the Night
- 2010: Casualty (Fernsehserie, 14 Folgen)
- 2011: Doctor Who (Fernsehserie, Folge The Doctor, the Widow and the Wardrobe)
- 2012: Skins – Hautnah (Skins UK, Fernsehserie, Folge Alo)
- 2012–2016: Cuckoo (Fernsehserie, 9 Folgen)
- 2013: Dracula – Prince of Darkness (Dracula: The Dark Prince)
- 2014: Die Musketiere (The Musketeers, Fernsehserie, Folge Musketeers Don't Die Easily)
- 2014: Law & Order: UK (Fernsehserie, Folge 8x2 Schutzbefohlene)
- 2015: Königin der Wüste (Queen of the Desert)
- 2015: Crossing Lines (Fernsehserie, Folge In Loco Parentis)
- 2016: Beowulf (Fernsehserie, 8 Folgen)
- 2017: Loving Vincent
- 2017: The Pact (Fernsehfilm)
- 2018: Humans (Fernsehserie, 6 Folgen)
- 2019: Once Upon a Time in London
- 2022: Shark Bait
- 2022: A Midsummer Night’s Dream

## Videospiel
- 2020: Erica (Videospiel)